# Supernatural (Santana)
Supernatural is een muziekalbum van Santana uit 1999. Het is een comebackalbum van Carlos Santana dat hij zelf produceerde. De nummers kwamen van verschillende songwriters en ook zijn er allerlei gastoptredens van andere artiesten op te horen.
Het album kwam in veel landen op nummer 1 van de hitlijsten terecht, waaronder in Nederland. In zowel de Vlaamse als Waalse hitlijsten bleef het steken op de tweede plaats.
Wereldwijd werden meer dan 25 miljoen exemplaren verkocht. Supernatural werd daarbij negen maal onderscheiden met een Grammy Award.

## Nummers
| Kant | Naam                | Duur |
| ---- | ------------------- | ---- |
| A1   | (Da le) Yaleo       | 5:51 |
| A2   | Love of my life     | 5:48 |
| A3   | Put your lights on  | 4:47 |
| A4   | Africa bamba        | 4:40 |
| B1   | Smooth              | 4:56 |
| B2   | Do you like the way | 5:52 |
| B3   | Maria Maria         | 4:21 |
| B4   | Migra               | 5:24 |
| C1   | Corazon espinado    | 4:32 |
| C2   | Wishing it was      | 4:59 |
| C3   | El farol            | 4:49 |
| D1   | Primavera           | 5:17 |
| D2   | The calling         | 7:48 |

## Hitnoteringen
| Land                | pieknotering | Aantal weken |
| ------------------- | ------------ | ------------ |
| Nederland           | 1            | 116          |
| Verenigde Staten    | 1            | 102          |
| Duitsland           | 1            | 84           |
| Zwitserland         | 1            | 82           |
| Frankrijk           | 1            | 82           |
| Australië           | 1            | 67           |
| Nieuw-Zeeland       | 1            | 64           |
| Italië              | 1            | 63           |
| Oostenrijk          | 1            | 61           |
| Verenigd Koninkrijk | 1            | 47           |
| Canada              | 1            | 47           |
| Noorwegen           | 1            | 37           |
| Zweden              | 1            | 36           |
| Finland             | 2            | 47           |
| België (Wallonië)   | 2            | 38           |
| België (Vlaanderen) | 2            | 35           |